# Cioflan Ovidiu
Cioflan Ovidiu (n. 25 ianuarie 1983, Sfântu Gheorghe, România) este un profesionist român în domeniul tehnologiei informației, specializat în inteligență artificială și management IT. În prezent, ocupă funcția de AI & IT Manager la EkoGroup, unde coordonează implementarea soluțiilor digitale, optimizarea infrastructurii IT și dezvoltarea proiectelor bazate pe inteligență artificială.

## Biografie
Cioflan Ovidiu s-a născut la 25 ianuarie 1983 în Sfântu Gheorghe, județul Covasna. A absolvit Facultatea de Telecomunicații din cadrul Universității Politehnica București în 2005 și ulterior a obținut o diplomă în Management de la Universitatea Hyperion în 2017.

## Carieră profesională
În calitate de AI & IT Manager la EkoGroup, Cioflan Ovidiu a fost responsabil pentru:
- Dezvoltarea și implementarea strategiilor IT pentru a asigura eficiența și scalabilitatea infrastructurii digitale.
- Automatizarea proceselor interne, reducând timpul de execuție și optimizând resursele companiei.
- Protejarea infrastructurii IT împotriva amenințărilor cibernetice, implementând soluții avansate de securitate.
- Asigurarea suportului tehnic pentru toate echipele, facilitând utilizarea eficientă a tehnologiilor integrate.
- Integrarea AI în operațiunile companiei pentru a facilita luarea deciziilor bazate pe date și a îmbunătăți interacțiunea cu clienții.

Sub coordonarea sa, EkoGroup a implementat soluții AI pentru automatizarea proceselor decizionale, analiza predictivă și îmbunătățirea eficienței operaționale.

## Contribuții notabile
- Implementarea de soluții AI pentru optimizarea proceselor de marketing și vânzări.
- Automatizarea procesării documentelor și utilizarea chatbot-urilor AI pentru suport tehnic intern.
- Analiza predictivă pentru optimizarea lanțului de aprovizionare și gestionarea resurselor.
- Implementarea de măsuri avansate pentru protejarea datelor companiei, inclusiv monitorizare AI în timp real și autentificare multi-factor.